# Montreuil-sur-Ille
Montreuil-sur-Ille är en kommun i departementet Ille-et-Vilaine i regionen Bretagne i nordvästra Frankrike. Kommunen ligger i kantonen Saint-Aubin-d'Aubigné som tillhör arrondissementet Rennes. År 2022 hade Montreuil-sur-Ille 2 419 invånare.

## Befolkningsutveckling
Antalet invånare i kommunen Montreuil-sur-Ille
Referens:INSEE